# バーサル・ヌナ
バーサル・ヌナ（Barsal-nuna）は、古代メソポタミア、キシュ第1王朝の王。
シュメール王名表によると、キシュ第1王朝（紀元前2900年頃以降）の17代目の王。エン・メ・ヌナの息子であり兄弟のメレム・キシュから継承した。